# Aerides timorana
Aerides timorana är en orkidéart som beskrevs av Friedrich Anton Wilhelm Miquel. Aerides timorana ingår i släktet Aerides och familjen orkidéer. Inga underarter finns listade i Catalogue of Life.